# Građevine Victora Horte u Bruxellesu
Victor Horta je bio belgijski arhitekt koji je pripadao stilu Art Nouveau, a slavan je po svom jedinstvenom arhitektonskom stilu i originalnim građevinama.
Njegova djela koja se većinom nalaze u Bruxellesu svjedoče o njegovom iznimnom kreativnom doprinosu razvoju arhitekture i tehnologija izgradnje u kasnom 19. i početkom 20. stoljeća. 
Četiri njegove stambene kuće, koje se nalaze u Bruxellesu, su UNESCO-ova svjetska baština od 2000. godine: Hôtel Tassel, Hôtel Solvay, Hôtel van Eetvelde i Maison & Atelier Horta. One su prepoznate kao najraniji primjeri art nouveaua. Stilistička revolucija koju su pokrenuli karakterizira njihov otvoreni tlocrt, raspršenost svjetla i sjajan spoj zakrivljenih linija dekoracija s konstrukcijom građevine.
| ime                | lokacija                      | nadnevak izgradnje | koordinate                                            |
| ------------------ | ----------------------------- | ------------------ | ----------------------------------------------------- |
| Hôtel Tassel       | 6 Rue Paul-Emile Jansonstraat | 1893. – 94.        | 50°49′40″N 4°21′43.3″E / 50.82778°N 4.362028°E        |
| Hôtel van Eetvelde | 4 Avenue Palmerston           | 1898. – 1900.      | 50°50′49.94″N 4°22′50.11″E / 50.8472056°N 4.3805861°E |
| Hôtel Solvay       | Avenue Louise                 | 1898. – 1900.      | 50°49′34.75″N 4°21′55″E / 50.8263194°N 4.36528°E      |
| Muzej Horta        | Saint-Gilles                  | 1898. – 1901.      | 50°49′27″N 4°21′17″E / 50.82417°N 4.35472°E           |

## Vanjske poveznice
- Victor Horta
- Horta Museum
- Cupola's Art Nouveau Architecture Gallery One na www.cupola.com